# Ivano Balić
Ivano Balić, född 1 april 1979 i Split i dåvarande SR Kroatien i SFR Jugoslavien, är en kroatisk före detta handbollsspelare. Han är högerhänt och spelade i anfall som mittnia.
Som individuell spelare mottog han många utmärkelser, bland annat Årets bästa handbollsspelare i världen två gånger (2003 och 2006), mest värdefulla spelare (MVP) vid fyra raka mästerskap (EM 2004, VM 2005, EM 2006 och VM 2007), samt Världens bästa handbollsspelare genom tiderna i en webbomröstning arrangerad av IHF.

## Biografi
Innan Ivano Balić började i handboll tränade han basket i klubben KK Split men valde därefter att satsa på handboll i klubben RK Split.
Vid invigningen för OS 2008 i Kina var Ivano Balić fanbärare för Kroatien.

## Meriter i urval

### Klubblag
- Spansk mästare 2005 med Portland San Antonio
- Kroatisk mästare fyra gånger (2009, 2010, 2011 och 2012) med RK Zagreb
- Kroatisk cupmästare fyra gånger (2009, 2010, 2011 och 2012) med RK Zagreb
- IHF Super Globe-vinnare 2012 med BM Atlético de Madrid
- Copa del Rey-vinnare 2013 med BM Atlético de Madrid

### Landslag
- VM 2003 i Portugal:  Guld
- EM 2004 i Slovenien: 4:a
- OS 2004 i Aten:  Guld
- VM 2005 i Tunisien:  Silver
- EM 2006 i Schweiz: 4:a
- VM 2007 i Tyskland: 5:a
- EM 2008 i Norge:  Silver
- OS 2008 i Peking: 4:a
- VM 2009 i Kroatien:  Silver
- EM 2010 i Österrike:  Silver
- VM 2011 i Sverige: 5:a
- EM 2012 i Serbien:  Brons
- OS 2012 i London:  Brons

- Totalt:  1 OS-guld,  1 VM-guld,  2 VM-silver,  2 EM-silver,  1 OS-brons och  1 EM-brons

### Individuellt
- Årets bästa handbollsspelare i världen två gånger: 2003 och 2006
- Mest värdefulla spelare (MVP) fyra gånger: EM 2004, VM 2005, EM 2006 och VM 2007
- Uttagen till All-Star Team (mittnia) fyra gånger: EM 2004, OS 2004, VM 2005 och EM 2006
- Delad skytteligavinnare vid EM 2008 (44 mål)
- Liga Asobals bästa mittnia 2004/2005, 2005/2006 och 2006/2007